# تيرويوكي تاهارا
تيرويوكي تاهارا (باليابانية: 田原 輝幸) (3 مايو 1968 في كاغوشيما في اليابان – )؛ هو لاعب كرة قدم سابق كان يلعب كمهاجم.